# Second Skin (Snakecharmer)
Second Skin è il secondo album in studio del supergruppo heavy metal britannica Snakecharmer, pubblicato il 27 maggio 2017 dalla Frontiers Records.

## Descrizione
Composto da undici brani, l'album richiama pienamente lo stile blues rock degli anni settanta, con alcune venature heavy metal.

## Tracce
1. Sounds Like a Plan – 4:18
2. That Kind of Love – 5:28
3. Are You Ready to Fly – 4:08
4. Follow Me Under – 4:53
5. I'll Take You As You Are – 5:08
6. Hell of a Way to Live – 4:39
7. Fade Away – 5:34
8. Dress It Up – 4:47
9. Punching Above My Way – 3:17
10. Forgive and Forget – 4:30
11. Where Do We Go from Here – 3:58

## Formazione
- Chris Ousey – voce
- Simon McBride – chitarra
- Laurie Wisefield – chitarra
- Adam Wakeman – tastiera
- Neil Murray – basso
- Harry James - batteria